# Castello di Gifu
Il castello di Gifu (岐阜城?, Gifu-jō) è un castello situato a Gifu, nella Prefettura di Gifu in Giappone.

## Storia
Il castello di Gifu fu costruito per la prima volta dal clan Nikaidō tra il 1201 e il 1204 durante il periodo Kamakura. Originariamente chiamato castello di Inabayama, il castello subì un gran numero di riparazioni nel corso di diverse generazioni. 
Durante il periodo Sengoku un samurai di nome Takenaka Hanbei, (di probabile origine cinese come evidentemente risulta dalla pronuncia del cognome "Hanbei" , forse "vento del Nord" in lingua cinese) si recò presso il castello, apparentemente per visitare un suo fratello malato. In realtà andò al castello per uccidere Saitō Tatsuoki, il signore del castello. Quando Hanbei lo aggredì di sorpresa, Tatsuoki credette erroneamente che Hanbei fosse accompagnato da un esercito. Per codardia, Tatsuoki preferì darsi alla fuga credendo che l'attacco fosse condotto da un gruppo armato e non dal solo Hanbei. Così Hanbei ottenne il castello di Inabayama con relativa facilità. Successivamente Hanbei restituì il castello al suo signore, ma Tatsuoki aveva già perso tutta la sua credibilità e onore a causa della sua fuga che i suoi sottoposti avevano capito come gesto di codardia.
Nel 1567 Oda Nobunaga lanciò un attacco alla provincia di Mino dal castello di Sunomata, guidò le sue forze attraverso il fiume Kiso e marciò direttamente verso la città-castello di Inoguchi (oggi città di Gifu) attirando il sostegno di molti servitori del clan Saitō lungo la strada. Nobunaga pose l'assedio al castello di Inabayama il 13 settembre 1567. Nonostante i difensori fossero demoralizzati nel vedere gli stendardi dei servitori Saitō tra l'esercito assediante, il castello in cima alla montagna aveva ancora una posizione quasi inespugnabile. L'assedio durò circa due settimane. Verso la fine dell'assedio, Kinoshita Tōkichirō, servitore di Nobunaga, guidò un piccolo gruppo sulle ripide scogliere del monte Kinka, entrò nel castello dalla parte posteriore incustodita e aprì i cancelli anteriori, consentendo alle forze attaccanti di entrare. Dopo la sconfitta di Tatsuoki, Nobunaga rivendicò il castello e ne fece la sua principale base operativa.
Nobunaga ribattezzò la roccaforte "castello di Gifu", seguendo gli esempi di un'antica pratica cinese. Nobunaga procedette a rinnovare il castello in una struttura molto più imponente e grandiosa rispetto al suo precedente stato. Luís Fróis, un rinomato missionario gesuita del Portogallo, venne personalmente invitato da Nobunaga a visitare il castello. Dopo un breve soggiorno a Gifu, Frois elogiò la straordinaria bellezza del castello.
La battaglia del castello di Gifu nel 1600 servì come preludio sia alla battaglia di Sekigahara che alla distruzione del castello di Gifu nello stesso anno. Dopo la demolizione del castello, parte della struttura fu portata al castello di Kanō a sud per fortificarne la posizione.

## Il castello oggi
L'attuale versione del castello di Gifu è una struttura in cemento costruita negli anni '50, poiché il castello precedente era stato distrutto dalle bombe incendiarie sganciate nella città circostante durante la seconda guerra mondiale.  All'interno del castello ci sono tre piani con reperti che rappresentano il passato del castello. Con mappe, armi, immagini e altri manufatti in mostra, i visitatori possono ricreare la storia del castello. All'ultimo piano del castello, su un ponte di osservazione, i visitatori possono godere di una vista panoramica a 360 gradi dell'area circostante, inclusi il fiume Nagara e Nagoya. In vari periodi dell'anno il castello è aperto anche per le visite notturne, offrendo una vista mozzafiato della città.
A pochi passi dal castello c'è un piccolo museo d'archivio, contenente altri manufatti del castello di Gifu. Anche in questo museo ci sono immagini dei principali castelli di tutto il Giappone. L'ingresso in questo museo è incluso nel prezzo per visitare il Castello di Gifu, rendendolo una tappa utile per i visitatori del castello. Luci, passaggi pedonali e cartelli aggiunti durante la campagna di abbellimento del 2005 rendono la visita al castello ancora più comoda e istruttiva.Molto meno comodo risulta l'accesso a piedi salendo per circa 2100 metri attraverso il più corto (cammino della meditazione, nelle scritte dei cartelli è "meditation path")  dei tre sentieri che si inerpicano attraverso sassi appuntiti e enormi radici di alberi, spesso sui cornicioni (senza barriere di protezione) a strapiombo sulla foresta.  È raccomandabile avventurarsi per questo cammino solo se si è camminatori esperti e dotati di adeguate calzature. Se il terreno è scivoloso e fangoso dopo giorni di pioggia , la camminata presenterà dei pericoli aggiuntivi. In alternativa gli organizzatori hanno costruito una comoda funivia a pagamento che fa il trasporto dei passeggeri di andata e ritorno fino ad una piazzola pedonale a 300 metri dal castello .

## Galleria d'immagini

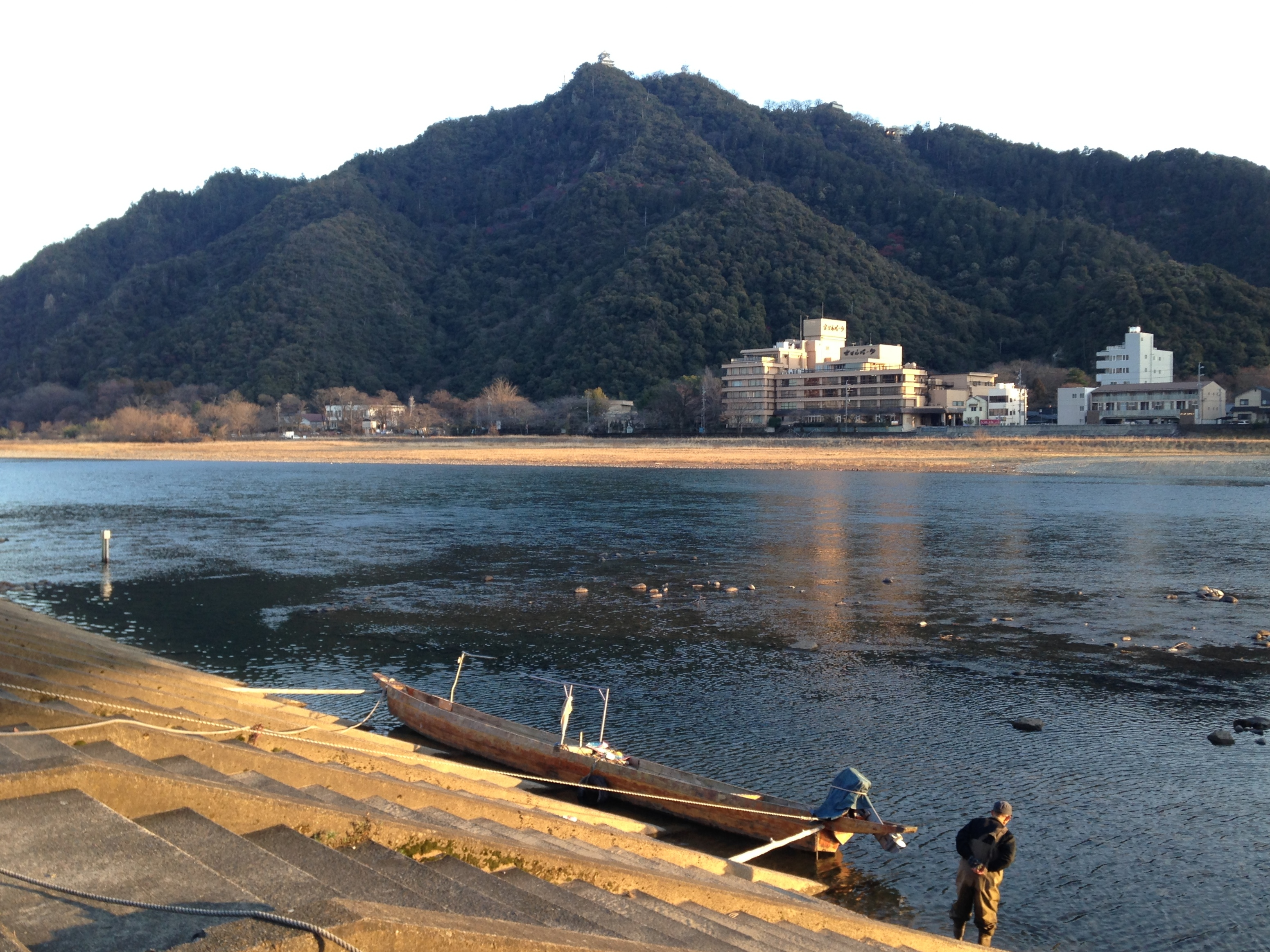
Vista sul Nagara fino al castello
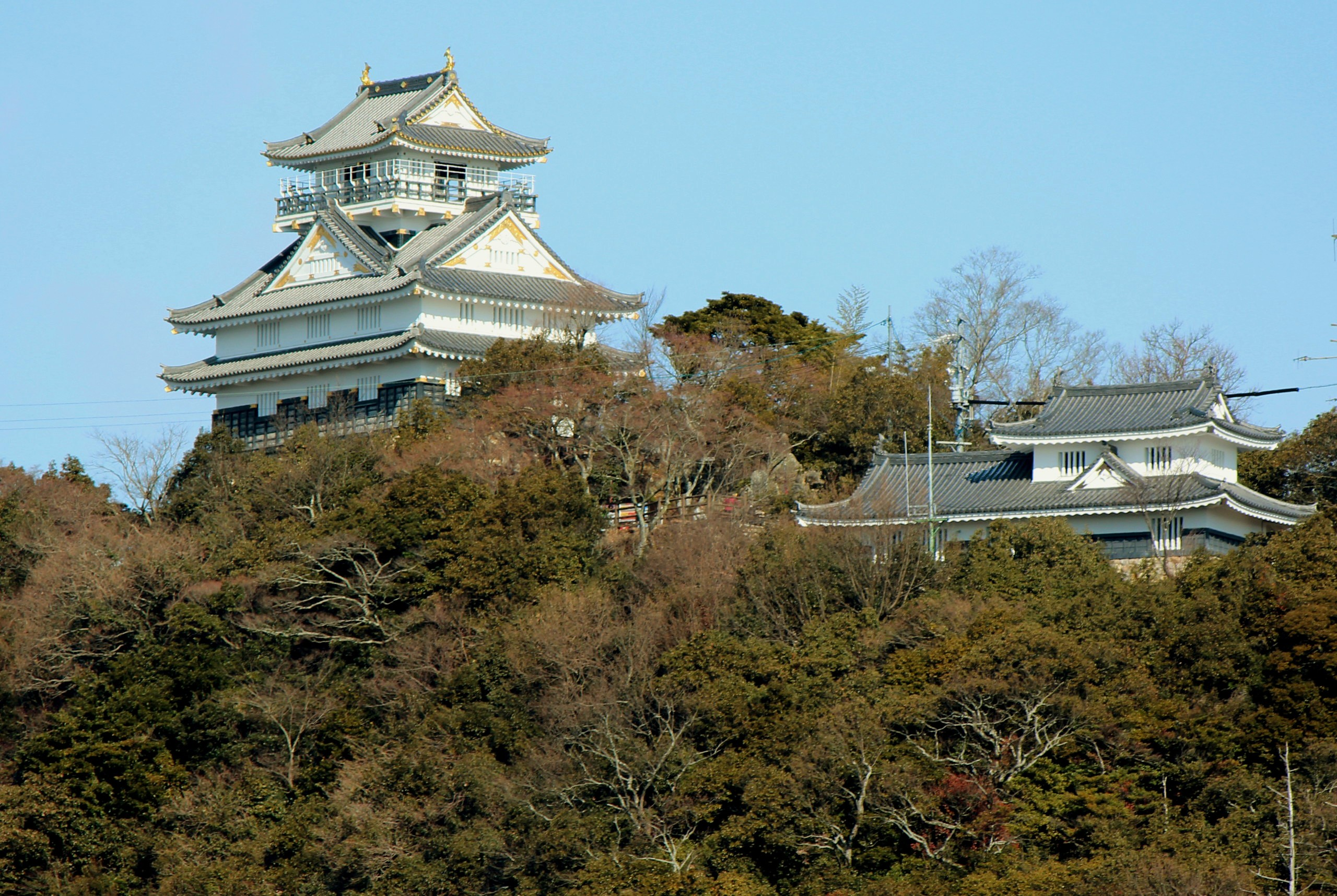
La torre del castello
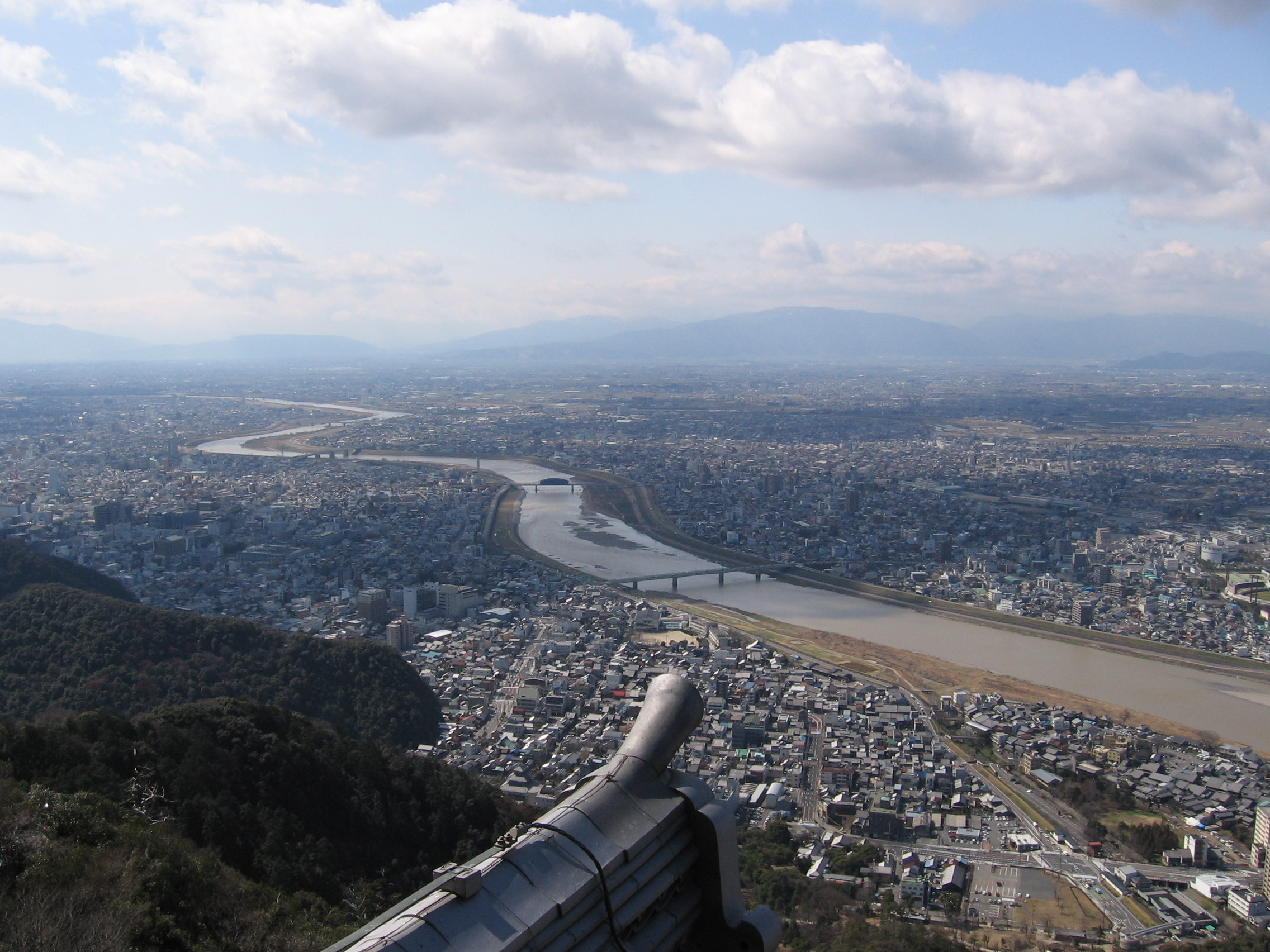
Vista dal castello
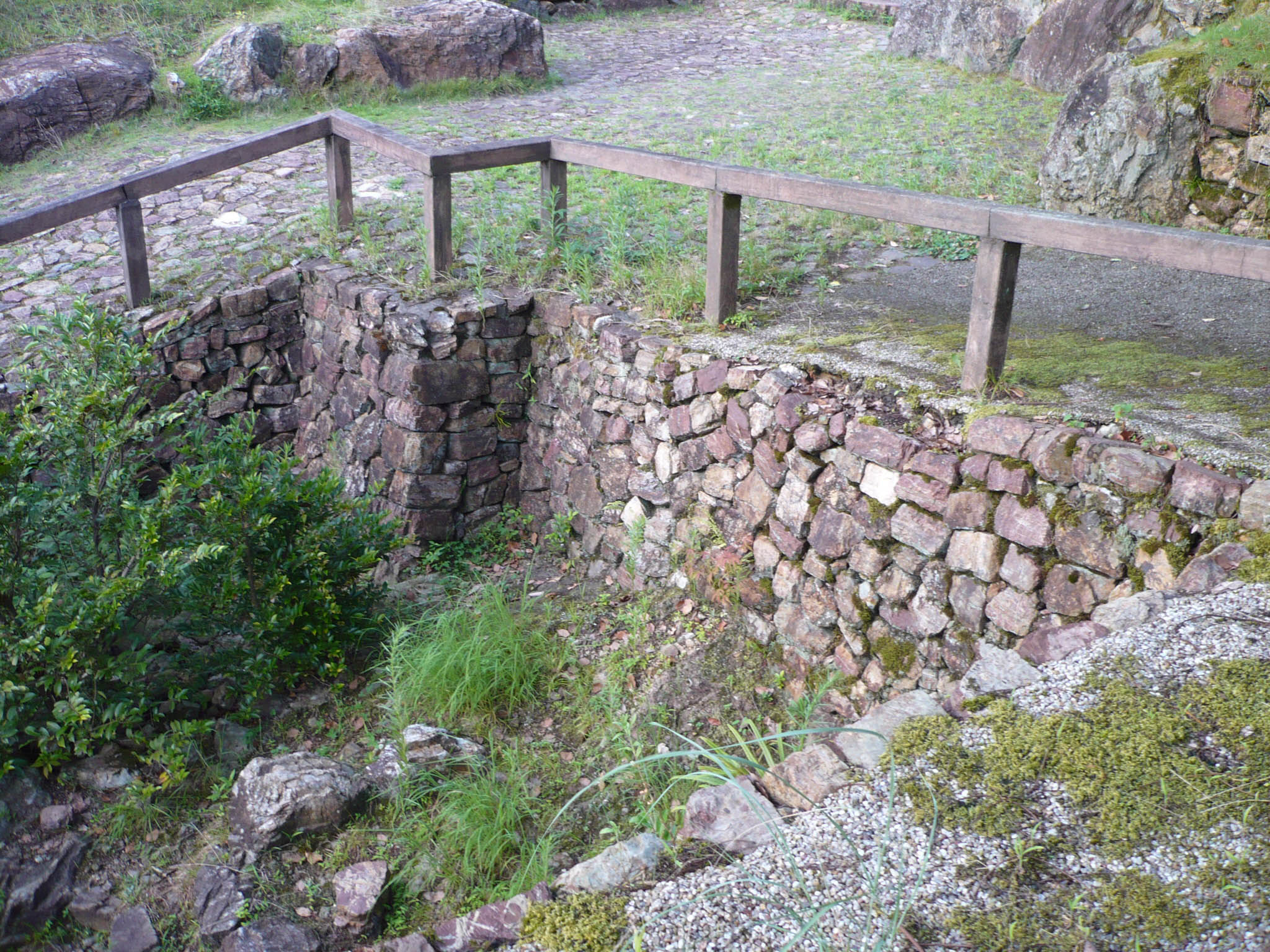
Resti del castello
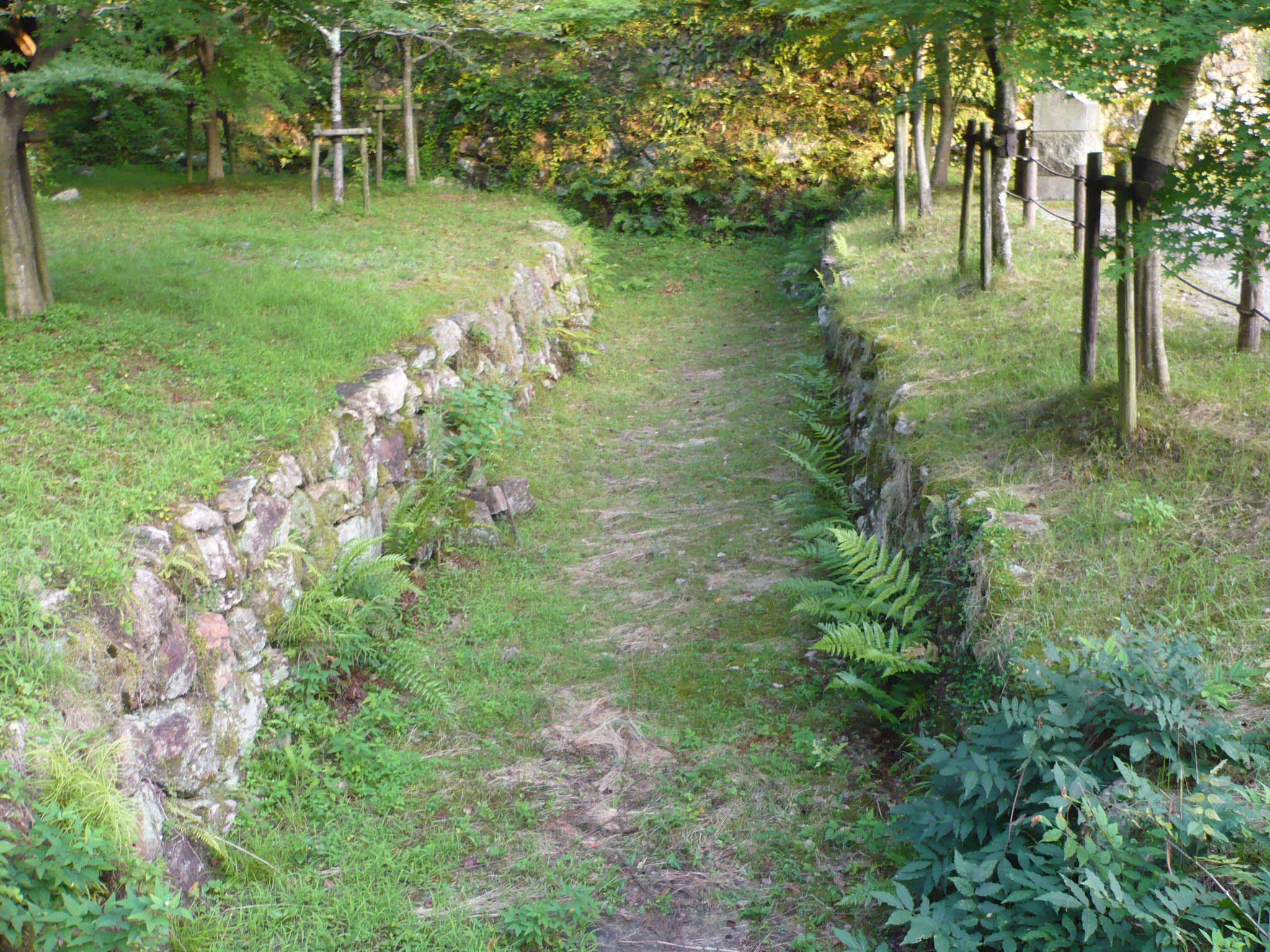
Resti del castello